# 五月みどり
五月 みどり（さつき みどり、1939年〈昭和14年〉10月21日 - ）は、日本の女性歌手、タレント、女優、画家。東京都江戸川区出身。母親は山形県舟形町出身。東京都立深川高等学校卒業中退。愛称は「（伊東家の）お母さん」「かまきり夫人」。本名面高 フサ子（おもだか ふさこ）、出生名大野 フサ子（おおの ふさこ）。神奈川県足柄下郡湯河原町在住。身長154cm。B86cm、W60cm、H89cm（1976年2月）。
最初の夫との間に1男1女があり、プロゴルファーの西川哲は長男。元歌手の水沢絵里（みずさわ えり、本名：丸山 千恵（まるやま ちえ）、1967年2月28日 - ）は長女。元プロボウラーの西城正明は実弟。女優の小松みどりは実妹。孫が4人いる。母方のはとこの娘にタレントの山本理恵（やまもと りえ、1985年1月31日 - ）がいる。

## 略歴
父の大野房次郎は鹿児島県出身で、江戸川区平井で大野屋精肉店を経営。母は山形県舟形町出身。父は終戦時に仲間と近所に芝居小屋を建て、昼は肉屋、夜は役者という生活をしていた。8人兄弟の長女（弟4人、妹3人）、「江戸川区の大野精肉店の長女として生まれました。その後12年の間に姉弟は8人になり、母は大変だったでしょうね。」と述べている。
6歳から日本舞踊を初め、8歳で舞台に立つ。父は芝居に厳しくセリフを覚えられないと学校に行かせてもらえなかった。歌が好きでラジオの「のど自慢大会」などに出たが成績は振るわず、しかし1956年（昭和31年）、ニッポン放送『ものまねのどじまん』で優勝。審査員だった作曲家の宮城秀雄から「歌手を目指さないか」と言われ、宮城の下で修行することになる。同年5月、16歳でキャバレーでの初舞台を踏んだ時「天才少女現る」と話題になり、その際本名（大野フサ子）が地味であると、宮城が「五月みどり」という名前を考えた。由来は5月だったので緑の芽がすくすく伸びるようにと、五月自身も明るく華やかな名前で気に入っている。
1958年（昭和33年）11月、「お座敷ロック」でレコードデビュー。3年間売れず、4年目のある日レコード会社の廊下で作曲家の遠藤実から「君に合いそうな曲ができた」、「おひまなら来てよネ～」と遠藤がその場で歌い、その時ビビッと来て「私に歌わせてください」とお願いし、1961年（昭和36年）5月、「おひまなら来てね」発売。それまでの歌手にはなかった愛らしくチャーミングな美貌とともに、奇麗な「ちりめんビブラート」を生かしたこの歌は大ヒットとなる。1962年（昭和37年）には『NHK紅白歌合戦』（第13回）に初出場。
その後も1963年（昭和38年・第14回）、1964年（昭和39年・第15回）と通算3回連続で紅白出場した。ビデオリサーチ社発足以後のテレビ番組としては史上最高の視聴率81.4%（ビデオリサーチ社調べ、関東地区。以下同じ）を記録した第14回では自身の「一週間に十日来い」歌唱時に瞬間最高視聴率85.3%を出した。ほかに「忙しくても来てね」「明日も来てね」（「来てね」シリーズ）、「温泉芸者」「熱海で逢ってね」（「芸者」シリーズ）などのヒット曲がある。
1965年（昭和40年）に結婚し芸能界を引退したものの、のちに離婚し芸能界へ復帰。1970年代以降はタレント、女優としての活動に重心を移す。1975年（昭和50年）には主演ポルノ映画『五月みどりのかまきり夫人の告白』（東映）が話題になった。その後、40歳を過ぎても日活ロマンポルノ作品に主演し、若々しい肉体と大胆な演技で世に衝撃を与えた。熟女ヌードのさきがけとも言える。五月は「ロマンポルノのお話をいただき「面白そう」とお受けしました。周囲からは紅白に出た歌手なのにと色眼鏡で見られたこともあります。昔から、面白そうと思ったことはすぐやってみたくなるの。それに過去よりも現在の自分を見てもらいたかった。父は反対すると思いきや、私のヌードポスターを自宅に貼っていました。当時、脱ぐの若い人ばっかりだったので、自分で言うのはなんですが、熟女ブームの先駆けとなったかもしれないと思います。」と述べている。
1976年（昭和51年）に番組がスタートした『クイズダービー』(TBS) の初代2枠レギュラーとして出演。勝率は4割6分8厘（平均4勝6敗 - 5勝5敗ペース）だった。レギュラー降板後も度々5枠のゲスト解答者として出演したが、出題が五月のレギュラー時より難しくなったこともあり、勝率は2割台に下がっている。同番組最終回には、出場者（ギャンブラー席）として、初代3枠レギュラーの黒鉄ヒロシ、初代5枠レギュラーのガッツ石松とともにトリオを組んで登場した。しかし、賭け方が下手だったこともあり、賞金獲得額は0円となっている。
1984年にテレビドラマ『昨日、悲別で』（日本テレビ）に主人公の母親役で出演。これには、五月が「徹子の部屋」で最初の離婚による二人の子供とのつらい別れの話をする機会があり、それを自宅で見ていた倉本聰が執筆中のドラマの主人公の母親役は「この人しかいない」と思って、直接オファーを出し決まったという経緯がある。涙を浮かべながら微笑んで、淡々とつらい体験を語る姿が印象的だったという。
1989年（平成元年）には二科展入選。個展を開催したこともある。
ミツカン「追いがつおつゆ」のCMで、当時の長男の妻・菊池桃子（2012年離婚）との共演も行った。現在は着物のデザインやティッシュボックスの製作などでも活躍している。1997年10月 - 2007年3月に日本テレビで放送された『伊東家の食卓』の母親役でもお馴染みであった。2007年1月には、大相撲の初場所14日目に溜席で観戦しているのがテレビカメラに大きく映っていたのにもかかわらず、中継では一切触れられなかった。
世間が新型コロナ禍に見舞われた2020年以降、年齢的な面からも芸能活動とは距離を置いている状態が続いている。
2025年7月、女性セブンの取材によって要介護3の認知症との診断により、都内の介護老人福祉施設へ入居している事が判明した。

## 結婚歴
これまで3度結婚したが、いずれも離婚。
最初の相手は、新栄プロダクション社長（現・会長）の西川幸男。一男一女（一男はプロゴルファーの西川哲）を儲ける。しかし、西川の前妻との子の西川賢（歌手名：山田太郎）の存在や、価値観の違いや社長夫人という立場に耐え切れず、1971年（昭和46年）に離婚。「年の離れた夫は厳しい人でDVなどに発展し約6年で離婚に、その条件が「子供をおいていくこと」だったのでつらかった。子供に会いたくても夜も眠れず、家の近くに何度も行っては泣いて、でも徐々にたとえ会えなくても子供が生きていてくれることが幸せだと思うようになりました」と述べている。
2番目の相手は、日本テレビディレクターであった面高昌義。面高が、五月がレギュラー出演していた『金曜10時!うわさのチャンネル!!』のディレクターであったことから恋愛に発展し、1976年（昭和51年）に結婚(2度目)。結婚式での馬車に乗っているシーンは、今でも面高の顔にモザイクがかかった状態でよくテレビで放送される。奇妙な夫婦として有名で、互いに浮気告白をワイドショーや雑誌で幾度か行っている。1984年（昭和59年）に離婚。離婚会見に揃って出席し、会見中5度もキスしたシーンも、今でも時折テレビで流れる。離婚の原因は面高の金銭トラブルによるもので、このために無断で五月の財産を遣い込み、アメリカにあった自宅も手放さざるを得ない状態になってしまったためという。これが無かったら別れる事はなかったと語っている。
1985年（昭和60年）に歌手の立花淳一と結婚（3度目）。3度目の結婚もさることながら、相手が20歳年下ということも手伝ってテレビや雑誌が大いに賑わった。結婚当時、女性週刊誌で『立花淳一にお風呂にいっしょに入ろうと誘われるが、恥ずかしくて裸を見せられない』と言っている。結婚会見時に「今度こそは添い遂げます」と宣言するも、2年後の1987年（昭和62年）に離婚。前回の離婚会見とは打って変わり「本当は結婚して2週間後に（立花に）女がいるってわかったんですけど、今度は3度目だし、私も後が無いと思って、何とか我慢しようと思ったんですけど…」と大号泣。その際「1年間男断ちして本業の歌手に専念する」と発言し一筆記した。この時の映像もよくテレビで流れる。ところが離婚直後に立花は五月宅から退去する引越し作業中に転倒して複雑骨折し、仕方なくその後暫く五月が彼の面倒をみていたとのことである。
立花との離婚後はマネージャーで五月企画代表取締役の逸見文泰から「僕が貴女を一生支える」と告白を受け、事実婚状態にあることを、「事実上4番目の夫」「20年ですからね、どの夫たちよりも長い。ちゃんと結婚（入籍など）しないから長続きしているのかもしれない」などと発言し公にしている。

## エピソード
- 憧れのセクシーな女優に日本の若尾文子やアメリカ映画のマリリン・モンロー、仏のブリジット・バルドーなどを挙げている[9]。
- 自身の主演ポルノ映画の主題歌に、中森明菜の「少女A」にインスパイアされた「熟女B」（1983年発売）という曲があり[10]、熟女を真正面から売り出すのはこの曲からだった[11]。
- 実家が肉屋を営んでいたことや「コロッケの唄」を歌っていたことが縁で2004年に龍ケ崎市コロッケ親善大使に任命された。
- 80歳を超えた現在でも若い頃と変わらない美貌とプロポーションを維持している。
- 「五月みどり 趣味のギフトショップ ヴィーナス」という雑貨店を、自身も居住する神奈川県湯河原町内に1店舗、静岡県熱海市内に2店舗、計3店舗を構えていたが、2024年8月18日までに全店舗閉店した。[12]

## ディスコグラフィ

### シングル
| #  | 発売日          | 曲順 | タイトル                   | 作詞            | 作曲         | 編曲         | レーベル        | 規格品番   |
| -- | --------------- | ---- | -------------------------- | --------------- | ------------ | ------------ | --------------- | ---------- |
| 1  | 1958年 11月     | A面  | お座敷ロック               | 関沢新一        | 米山正夫     | 米山正夫     | 日本 コロムビア | A-3108     |
| 1  | 1958年 11月     | B面  | 金ちゃんおよしよ           | 関沢新一        | 船村徹       | 船村徹       | 日本 コロムビア | A-3108     |
| 2  | 1958年 12月     | B面  | 京の春雨                   | 石本美由起      | 細田義勝     | 細田義勝     | 日本 コロムビア | A-3126     |
| 3  | 1959年 2月      | B面  | お月さんが呼ぶから         | 野村俊夫        | 船村徹       | 船村徹       | 日本 コロムビア | A-3152     |
| 4  | 1959年 3月      | A面  | 河岸の柳                   | 牧房雄          | 柴田佳典     | 柴田佳典     | 日本 コロムビア | A-3169     |
| 5  | 1959年 10月     | B面  | あなたの名は赤とんぼ       | 八反ふじを      | 遠藤実       | 三沢郷       | 日本 コロムビア | SA-254     |
| 6  | 1959年 11月     | B面  | 母恋馬子唄                 | 石本美由起      | 遠藤実       | 藤原秀行     | 日本 コロムビア | SA-271     |
| 7  | 1960年 3月      | B面  | お別れかいな旅人さん       | 臼井ひさし      | 竹岡信幸     | 細田義勝     | 日本 コロムビア | SA-340     |
| 8  | 1961年 2月      | B面  | おひまなら来てね           | 枯野迅一郎      | 遠藤実       | 遠藤実       | 日本 コロムビア | SA-524     |
| 9  | 1961年 3月      | B面  | くちなしの雨               | 小川比富美      | 平川英夫     | 平川英夫     | 日本 コロムビア | SA-539     |
| 10 | 1961年 10月     | A面  | 恋よもういちど             | 丘灯至夫        | ロシア民謡   | 松尾健司     | 日本 コロムビア | SA-723     |
| 10 | 1961年 10月     | B面  | でも待ってるわ             | 西沢爽          | 竹岡信幸     | 山路進一     | 日本 コロムビア | SA-723     |
| 11 | 1961年 12月     | A面  | いいじゃないの             | 星野哲郎        | 遠藤実       | 山路進一     | 日本 コロムビア | SA-759     |
| 12 | 1962年 2月      | A面  | 忙しくても来てね           | 枯野迅一郎      | 遠藤実       | 山路進一     | 日本 コロムビア | SA-798     |
| 13 | 1962年 5月      | A面  | 愛してやんない             | 西沢爽          | 狛林正一     | 市川昭介     | 日本 コロムビア | SA-863     |
| 14 | 1962年 6月      | A面  | 右折禁止                   | 米山正夫        | 米山正夫     | 松尾健司     | 日本 コロムビア | SA-884     |
| 14 | 1962年 6月      | B面  | うすらとんかち             | 米山正夫        | 米山正夫     | 福田正       | 日本 コロムビア | SA-884     |
| 15 | 1962年 8月      | A面  | いいから いいから          | 星野哲郎        | 遠藤実       | 安藤実親     | 日本 コロムビア | SA-966     |
| 15 | 1962年 8月      | B面  | だってそうよ               | 遠藤実          | 遠藤実       | 遠藤実       | 日本 コロムビア | SA-966     |
| 16 | 1962年 8月      | A面  | 恋愛セールスマン           | 浜口庫之助      | 浜口庫之助   | 浜口庫之助   | 日本 コロムビア | SA-928     |
| 16 | 1962年 8月      | B面  | お天気娘                   | 浜口庫之助      | 浜口庫之助   | 浜口庫之助   | 日本 コロムビア | SA-928     |
| 17 | 1962年 9月      | A面  | コロッケの唄               | 浜口庫之助      | 浜口庫之助   | 浜口庫之助   | 日本 コロムビア | SA-952     |
| 17 | 1962年 9月      | B面  | 落第小唄                   | 浜口庫之助      | 浜口庫之助   | 浜口庫之助   | 日本 コロムビア | SA-952     |
| 18 | 1962年 11月     | A面  | 一週間に十日来い           | 小島胡秋        | 遠藤実       | 山路進一     | 日本 コロムビア | SA-994     |
| 18 | 1962年 11月     | B面  | 貴方ってどういうの         | 小島胡秋        | 遠藤実       | 山路進一     | 日本 コロムビア | SA-994     |
| 19 | 1963年 2月      | A面  | 恋すりゃ気持がツーカーね   | 西沢爽          | 市川昭介     | 市川昭介     | 日本 コロムビア | SA-1050    |
| 19 | 1963年 2月      | B面  | あら泣かすわネ             | 西沢爽          | 市川昭介     | 市川昭介     | 日本 コロムビア | SA-1050    |
| 20 | 1963年 3月      | A面  | ご免なさいね               | 雨音舟          | 市川昭介     | 市川昭介     | 日本 コロムビア | SA-1066    |
| 21 | 1963年 4月      | A面  | あしたも来てね             | 小島胡秋        | 遠藤実       | 安藤実親     | 日本 コロムビア | SA-1082    |
| 21 | 1963年 4月      | B面  | 酒場のすずめ               | 遠藤実          | 遠藤実       | 安藤実親     | 日本 コロムビア | SA-1082    |
| 22 | 1963年 7月      | A面  | 鹿児島おはら節             | 鹿児島県民謡    | 鹿児島県民謡 | 安藤実親     | 日本 コロムビア | SA-1111    |
| 23 | 1963年 7月      | A面  | 貴方なんか来ないで         | 小島胡秋        | 遠藤実       | 福田正       | 日本 コロムビア | SAS-52     |
| 23 | 1963年 7月      | B面  | 未練ごころの十三夜         | 石本美由起      | 前田利克     | 山路進一     | 日本 コロムビア | SAS-52     |
| 24 | 1963年 11月     | A面  | 私なんにも知らないわ       | 西沢爽          | 細田義勝     | 細田義勝     | 日本 コロムビア | SAS-146    |
| 24 | 1963年 11月     | B面  | なんとか言ってよ           | 枯野迅一郎      | 細田義勝     | 細田義勝     | 日本 コロムビア | SAS-146    |
| 25 | 1963年 12月     | A面  | わたし一人に彼氏が五人     | 石本美由起      | 山路進一     | 山路進一     | 日本 コロムビア | SAS-155    |
| 25 | 1963年 12月     | B面  | おでん屋小町               | 石本美由起      | 山路進一     | 山路進一     | 日本 コロムビア | SAS-155    |
| 26 | 1963年 12月     | A面  | 温泉芸者                   | 越純平          | 越純平       | 福田正       | 日本 クラウン   | CW-3       |
| 26 | 1963年 12月     | B面  | ご想像にまかせます         | 有田めぐむ      | 越純平       | 福田正       | 日本 クラウン   | CW-3       |
| 27 | 1964年 1月      | A面  | 籠の鳥のワルツ             | 有田めぐむ      | 越純平       | 福田正       | 日本 クラウン   | CW-20      |
| 27 | 1964年 1月      | B面  | 女は恋に弱いのよ           | 鈴木環          | いづみゆたか | 福田正       | 日本 クラウン   | CW-20      |
| 28 | 1964年 4月      | A面  | 温泉旅行                   | 上尾美代志      | 大蔵一夫     | 福田正       | 日本 クラウン   | CW-56      |
| 28 | 1964年 4月      | B面  | お流れちょうだい           | 有近朱実        | 大蔵一夫     | 福田正       | 日本 クラウン   | CW-56      |
| 29 | 1964年 6月      | A面  | 熱海で逢ってね             | 有近朱実        | 越純平       | 越純平       | 日本 クラウン   | CW-81      |
| 29 | 1964年 6月      | B面  | 先日はどうも               | 緒方優          | 越純平       | 越純平       | 日本 クラウン   | CW-81      |
| 30 | 1964年 7月      | A面  | 女ざかり                   | 有近朱実        | いづみゆたか | いづみゆたか | 日本 クラウン   | CW-101     |
| 30 | 1964年 7月      | B面  | なのかしら                 | 松原一朗        | いづみゆたか | いづみゆたか | 日本 クラウン   | CW-101     |
| 31 | 1964年 11月     | A面  | 哀愁芸者                   | 星野哲郎        | 越純平       | 越純平       | 日本 クラウン   | CW-162     |
| 31 | 1964年 11月     | B面  | お近いうちに又来てね       | 稲葉爽秋        | 只野通泰     | 只野通泰     | 日本 クラウン   | CW-162     |
| 32 | 1965年 1月      | A面  | シガレット小唄             | 水島哲          | 北原じゅん   | 北原じゅん   | 日本 クラウン   | CW-194     |
| 32 | 1965年 1月      | B面  | あなたって人にくい人       | 石川潭月        | 叶弦大       | 福田正       | 日本 クラウン   | CW-194     |
| 33 | 1965年 2月      | A面  | 殿さま小唄                 | 星野哲郎        | 米山正夫     | 重松岩雄     | 日本 クラウン   | CW-242     |
| 33 | 1965年 2月      | B面  | 花吹雪                     | 星野哲郎        | 山崎正清     | 山崎正清     | 日本 クラウン   | CW-242     |
| 34 | 1965年 4月      | A面  | うれしいね うれしいね      | 星野哲郎        | 叶弦大       | 重松岩雄     | 日本 クラウン   | CW-241     |
| 34 | 1965年 4月      | B面  | おんなよさこい節           | 星野哲郎        | 叶弦大       | 重松岩雄     | 日本 クラウン   | CW-241     |
| 35 | 1965年 11月     | A面  | おしどり道中               | 藤田まさと      | 阿部武雄     | 萩敏郎       | 日本 クラウン   | CW-374     |
| 35 | 1965年 11月     | B面  | 明治一代女                 | 藤田まさと      | 大村能章     | 萩敏郎       | 日本 クラウン   | CW-374     |
| 36 | 1966年 3月      | A面  | 母の曲                     | 高橋玄洋        | 広瀬健次郎   | 広瀬健次郎   | 日本 クラウン   | CW-446     |
| 36 | 1966年 3月      | B面  | 湯の町母情                 | 高橋玄洋        | 広瀬健次郎   | 広瀬健次郎   | 日本 クラウン   | CW-446     |
| 37 | 1966年 10月     | A面  | 早く帰って頂戴ネ           | 八反ふじを      | 島津伸男     | 島津伸男     | 日本 クラウン   | CW-553     |
| 37 | 1966年 10月     | B面  | 二人のワルツ               | 八反ふじを      | 島津伸男     | 島津伸男     | 日本 クラウン   | CW-553     |
| 38 | 1967年 10月     | A面  | 逢いたかったのヨ           | 星野哲郎        | 牛川幸正     | 小杉仁三     | 日本 クラウン   | CW-728     |
| 38 | 1967年 10月     | B面  | 逢えない夜は               | 星野哲郎        | 関野幾生     | 福田正       | 日本 クラウン   | CW-728     |
| 39 | 1971年 1月      | A面  | 女のかぞえ唄               | マダムみどり    | マダムみどり | 井上忠也     | 日本 クラウン   | CW-1118    |
| 39 | 1971年 1月      | B面  | 酔いごころ                 | マダムみどり    | 井上忠也     | 井上忠也     | 日本 クラウン   | CW-1118    |
| 40 | 1973年 4月      | A面  | 日本列島さがしても         | 遠藤実          | 遠藤実       | 只野通泰     | ミノル フォン   | KA-456     |
| 40 | 1973年 4月      | B面  | しびれ節                   | 遠藤実          | 遠藤実       | 只野通泰     | ミノル フォン   | KA-456     |
| 41 | 1974年 5月      | A面  | わたし今夜もイライラよ     | 遠藤実          | 遠藤実       | 只野通泰     | ミノル フォン   | KA-499     |
| 41 | 1974年 5月      | B面  | お待ちしてました           | 稲葉爽秋        | 遠藤実       | 只野通泰     | ミノル フォン   | KA-499     |
| 42 | 1975年 3月      | A面  | 女の十字架                 | 横井弘          | 土橋啓二     | 小杉仁三     | ミノル フォン   | KA-531     |
| 42 | 1975年 3月      | B面  | 古都の花                   | 横井弘          | 土橋啓二     | 小杉仁三     | ミノル フォン   | KA-531     |
| 43 | 1975年 6月      | A面  | 昔なじみ                   | 山口洋子        | 遠藤実       | 只野通泰     | ミノル フォン   | KA-553     |
| 43 | 1975年 6月      | B面  | くせにもいろいろありまして | 加藤省吾        | 遠藤実       | 只野通泰     | ミノル フォン   | KA-553     |
| 44 | 1975年 10月     | A面  | ブギウギ小唄               | 阿久悠          | 市川昭介     | 小谷充       | ミノル フォン   | KA-571     |
| 44 | 1975年 10月     | B面  | あなた見かけより可愛いね   | 阿久悠          | 市川昭介     | 小谷充       | ミノル フォン   | KA-571     |
| 45 | 1976年 6月      | A面  | かわいい女                 | 北川愛子        | 中山大三郎   | 斉藤恒夫     | ミノル フォン   | KA-1004    |
| 45 | 1976年 6月      | B面  | 女の匂い                   | 臼井ひさし      | 浜圭介       | 福井峻       | ミノル フォン   | KA-1004    |
| 46 | 1980年 11月     | A面  | あなたにひとすじ           | 白鳥園枝        | 遠藤実       | 京建輔       | 日本 クラウン   | CWA-44     |
| 46 | 1980年 11月     | B面  | 早く来て                   | 松井由利夫      | 遠藤実       | 京建輔       | 日本 クラウン   | CWA-44     |
| 47 | 1981年 12月     | A面  | 十秒殺して                 | 星野哲郎        | 鈴木淳       | 京建輔       | ポリドール      | 7DX-1136   |
| 47 | 1981年 12月     | B面  | 鍵が合うのね               | 菅野さほ子      | 鈴木淳       | 京建輔       | ポリドール      | 7DX-1136   |
| 48 | 1982年 9月      | A面  | 酒場のれん                 | 水木かおる      | 藤原秀行     | 竹村次郎     | ポリドール      | 7DX-1192   |
| 48 | 1982年 9月      | B面  | あなたさえよかったら       | 水木かおる      | 藤原秀行     | 竹村次郎     | ポリドール      | 7DX-1192   |
| 49 | 1983年 6月      | A面  | 熟女B                      | なかにし礼      | 中村泰士     | 竜崎孝路     | ポリドール      | 7DX-1233   |
| 49 | 1983年 6月      | B面  | 悪女の季節                 | なかにし礼      | 中村泰士     | 竜崎孝路     | ポリドール      | 7DX-1233   |
| 50 | 1985年 9月21日  | A面  | わかれ上手                 | たきのえいじ    | 幸耕平       | 南郷達也     | 日本 クラウン   | CWA-315    |
| 50 | 1985年 9月21日  | B面  | 華一夜                     | 小松田奈菜子    | 三島大輔     | 丸山雅仁     | 日本 クラウン   | CWA-315    |
| 51 | 1988年 3月25日  | A面  | 幸福芝居                   | 秋田信          | 桜庭伸幸     | 桜庭伸幸     | ミノル フォン   | 7KA-35     |
| 51 | 1988年 3月25日  | B面  | ばかなわたし               | 鈴木道明        | 鈴木道明     | 桜庭伸幸     | ミノル フォン   | 7KA-35     |
| 52 | 1988年 9月25日  | A面  | 恋する蝶ちょ               | 浜口庫之助      | 浜口庫之助   | 京建輔       | ミノル フォン   | 7KA-46     |
| 52 | 1988年 9月25日  | B面  | あなたに片想い             | 宗形英作        | 八木正生     | 京建輔       | ミノル フォン   | 7KA-46     |
| 53 | 1990年 3月25日  | 01   | 女の螢                     | 遠藤実          | 遠藤実       | 前田俊明     | ミノル フォン   | TKDA-30054 |
| 53 | 1990年 3月25日  | 02   | 夢さすらい                 | 白鳥園枝        | 遠藤実       | 前田俊明     | ミノル フォン   | TKDA-30054 |
| 54 | 1993年 5月25日  | 01   | 生涯青春                   | 五月みどり      | 市川昭介     | 川村栄二     | ミノル フォン   | TKDA-70061 |
| 54 | 1993年 5月25日  | 02   | 夢なさけ                   | 大木和彦        | 市川昭介     | 池多孝春     | ミノル フォン   | TKDA-70061 |
| 55 | 1999年 5月26日  | 01   | おどる三世代               | SATSUKI PROJECT | 山本姫子     | 山本姫子     | 日本 クラウン   | CRDN-618   |
| 56 | 2003年 10月1日  | 01   | コロッケの唄               | 浜口庫之助      | 浜口庫之助   | 宮本光雄     | フリー ボード   | FBCM-10    |
| 56 | 2003年 10月1日  | 02   | 女の旅情                   | 五月みどり      | 桧原さとし   | 宮本光雄     | フリー ボード   | FBCM-10    |
| 57 | 2004年 9月23日  | 01   | 女の旅情                   | 五月みどり      | 桧原さとし   | 宮本光雄     | フリー ボード   | FBCM-24    |
| 57 | 2004年 9月23日  | 02   | 生涯青春                   | 五月みどり      | 市川昭介     | 川村栄二     | フリー ボード   | FBCM-24    |
| 58 | 2008年 2月27日  | 01   | 冬の月                     | 遠藤実          | 遠藤実       | 庄司龍       | 日本 クラウン   | CRCN-1346  |
| 58 | 2008年 2月27日  | 02   | 酒場のすずめ               | 遠藤実          | 遠藤実       | 佐伯亮       | 日本 クラウン   | CRCN-1346  |
| 59 | 2017年 10月18日 | 01   | 花 満開                    | 木暮美紀        | 美樹克彦     | 若草恵       | 日本 コロムビア | COCA-17373 |
| 59 | 2017年 10月18日 | 02   | おひまなら来てね           | 枯野迅一郎      | 遠藤実       | 遠藤実       | 日本 コロムビア | COCA-17373 |

#### デュエット・シングル
| 発売日          | デュエット    | 曲順 | タイトル           | 作詞       | 作曲     | 編曲                     | レーベル        | 規格品番   |
| --------------- | ------------- | ---- | ------------------ | ---------- | -------- | ------------------------ | --------------- | ---------- |
| 1959年 3月      | フランキー堺  | A面  | 僕が女房を貰ったら | 丘灯至夫   | 古賀政男 | 古賀政男                 | 日本 コロムビア | SA-165     |
| 1962年 4月      | 村田英雄      | A面  | 湯の山音頭         | 山田繁雄   | 古賀政男 | 佐伯亮                   | 日本 コロムビア | SA-869     |
| 1962年 5月      | 神戸一郎      | B面  | 会津磐梯さん       | 門田ゆたか | 古関裕而 | 古関裕而                 | 日本 コロムビア | SA-891     |
| 1962年 8月      | 中尾渉        | A面  | 桑名おどり         | 飛鳥井駿   | 米山正夫 | 福田正                   | 日本 コロムビア | SA-968     |
| 1963年 3月      | 北原謙二      | B面  | 巨人はでっかいよ   | 岡本又一郎 | 船村徹   | 船村徹                   | 日本 コロムビア | SA-1094    |
| 1984年 7月25日  | Mr.KARUHAZUMI | A面  | 軽はずみ小唄       | 三浦徳子   | 新田一郎 | 八木正生 新川博 新田一郎 | ポリドール      | 7DX-1321   |
| 1984年 7月25日  | Mr.IKUJINASHI | B面  | いくじなし         | 三浦徳子   | 新田一郎 | 八木正生 新田一郎        | ポリドール      | 7DX-1321   |
| 2012年 10月17日 | 渥美二郎      | 01   | 東京ナイト         | 千寿二郎   | 千寿二郎 | 兼子かおる               | 日本 コロムビア | COCA-16658 |
| 2012年 10月17日 | 渥美二郎      | 02   | 薔薇色の人生       | 五月みどり | 千寿二郎 | 兼子かおる               | 日本 コロムビア | COCA-16658 |

#### 企画シングル
| 発売日     | 名義                                                     | 曲順 | タイトル                                  | 作詞       | 作曲     | 編曲     | レーベル        | 規格品番 |
| ---------- | -------------------------------------------------------- | ---- | ----------------------------------------- | ---------- | -------- | -------- | --------------- | -------- |
| 1959年 3月 | 花村菊江 岡田ゆり子 伴久美子 五月みどり 浅草ゆめ子       | A面  | ロケット音頭                              | 西條八十   | 古賀政男 | 古賀政男 | 日本 コロムビア | A-3170   |
| 1959年 3月 | 鳴海日出夫 五月みどり                                    | B面  | ドンドコ節                                | 石本美由起 | 三界稔   | 三界稔   | 日本 コロムビア | A-3170   |
| 1960年 3月 | 島倉千代子 村田英雄 花村菊江 五月みどり 岡田ゆり子       | A面  | 日本よいとこ                              | 関沢新一   | 古賀政男 | 古賀政男 | 日本 コロムビア | SA-300   |
| 1961年 2月 | コロムビア・ローズ 神戸一郎 五月みどり 香川匂子 唐品由美 | B面  | お手をつないで                            | 西條八十   | 船村徹   | 船村徹   | 日本 コロムビア | SA-531   |
| 1963年 2月 | 神戸一郎 花村菊江 五月みどり 中尾渉 唐品由美 花ノ本寿    | A面  | 日本ばんざい                              | 西條八十   | 古賀政男 | 佐伯亮   | 日本 コロムビア | SA-1080  |
| 1963年 6月 | 神戸一郎 五月みどり 中尾渉 唐品由美                      | B面  | 白鷺ばやし                                | 星野哲郎   | 市川昭介 | 市川昭介 | 日本 コロムビア | SAS-46   |
| 1964年 9月 | 五月みどり 津田耕次 橋本一夫 三島勝也                    | A面  | 恋愛歌げんか                              | 中山大三郎 | 首藤正毅 | 福田正   | 日本 クラウン   | CW-128   |
| 1964年 9月 | -                                                        | B面  | 男ごころを知らなかないさ (歌：五月みどり) | 上尾美代志 | 坂春夫   | 福田正   | 日本 クラウン   | CW-128   |

### アルバム
| 発売日         | タイトル                                    | レーベル       | 規格   | 規格品番       |
| -------------- | ------------------------------------------- | -------------- | ------ | -------------- |
| 1961年9月      | おひまなら来てね－五月みどり愛唱集－        | 日本コロムビア | LP     | AL-298         |
| 1962年4月      | 忙しくても来てね－五月みどり愛唱集 第二集－ | 日本コロムビア | LP     | AL-350         |
| 1962年9月      | 別れてあげるわ－五月みどり愛唱集 第三集－   | 日本コロムビア | LP     | AL-390         |
| 1962年11月     | 五月みどりの花のステージ                    | 日本コロムビア | LP     | AL-5014        |
| 1963年3月      | 一週間に十日来い－五月みどり愛唱集 第四集－ | 日本コロムビア | LP     | AL-428         |
| 1963年7月      | わかってネ 女ごころ                         | 日本コロムビア | LP     | ALS-200        |
| 1963年9月      | 酒場のすずめ－五月みどり愛唱集 第五集－     | 日本コロムビア | LP     | AL-442         |
| 1964年7月      | 五月みどりの歌絵巻                          | 日本クラウン   | LP     | LW-5006        |
| 1964年10月     | 五月みどり歌草紙                            | 日本クラウン   | LP     | LW-5020        |
| 1973年11月     | 五月みどりベスト・アルバム                  | 日本クラウン   | LP     | GW-1013        |
| 1974年12月     | 五月みどり 魅力のすべて                     | ミノルフォン   | LP     | KC-7028        |
| 1976年1月      | 今宵五月みどりと共に                        | ミノルフォン   | LP     | KC-7039        |
| 1988年5月21日  | おひまなら来てね                            | 日本コロムビア | CD     | 28CA-2332      |
| 1988年6月25日  | 五月みどり演歌熱唱                          | ミノルフォン   | CD     | 32KCD-136      |
| 1988年11月25日 | 30周年記念アルバム 五月みどり全曲集         | ミノルフォン   | CD     | 32KCD-150      |
| 1989年5月25日  | お座敷ソング全曲集                          | ミノルフォン   | CD     | 32KCD-162      |
| 1990年11月25日 | 五月みどり全曲集                            | ミノルフォン   | CD     | TKCA-30177     |
| 1992年11月25日 | 五月みどり全曲集                            | ミノルフォン   | CD     | TKCA-30714     |
| 1993年9月21日  | おひまなら来てね                            | 日本コロムビア | CD     | COCA-11029     |
| 2003年5月21日  | コロムビア音得盤シリーズ 五月みどり         | 日本コロムビア | CD     | COCA-71019     |
| 2011年2月23日  | 五月みどり ゴールデン☆ベスト                | 日本コロムビア | CD     | COCP-36645     |
| 2011年11月18日 | 五月みどり 青春傑作集                       | 日本コロムビア | CD-BOX | GES-32161〜65  |
| 2014年4月23日  | 五月みどり大全集                            | 日本コロムビア | CD     | COCP-38483〜84 |

### タイアップ曲
| 年     | 楽曲              | タイアップ                                          |
| ------ | ----------------- | --------------------------------------------------- |
| 1962年 | いいから いいから | 映画『江戸へ百七十里』主題歌                        |
| 1966年 | 母の曲            | 日本テレビ系ドラマ『母の曲』主題歌                  |
| 1966年 | 湯の町母情        | 日本テレビ系ドラマ『母の曲』挿入歌                  |
| 1975年 | 女の十字架        | TBS系ドラマ『妻と女の間』主題歌                     |
| 1975年 | 古都の花          | TBS系ドラマ『妻と女の間』挿入歌                     |
| 1975年 | ブギウギ小唄      | 日本テレビ系『金曜10時!うわさのチャンネル!!』挿入歌 |
| 1988年 | あなたに片想い    | 「トクホン」CMソング                                |

## 出演

### テレビ

#### テレビドラマ
- 赤胴鈴之助（1957年-1959年、ラジオ東京）
- 若君日本晴れ（1958年 - 1960年、ラジオ東京）
- 矢車剣之助（1959年-1961年、日本テレビ）
- 水戸黄門 第3部 第19話「姿なき復讐・徳島」（1972年、TBS / C.A.L） - 志乃
- 花吹雪はしご一家（1975年 - 1976年、TBS） - みどり
- プレイガールQ（1975年 - 1976年、東京12チャンネル / 東映） - マダム・エマニエル
- ベルサイユのトラック姐ちゃん（1976年、NET / 東映） - みどり（スナック「ジョーズ」のマダム）
- 欲望の河（1976年、東海テレビ）
- 斬り捨て御免! 第1シリーズ 第3話「無情の雨に泣く女」（1980年、東京12チャンネル / 歌舞伎座テレビ） - おみつ
- 三年待った女（1981年、日本テレビ） - つや子
- 暁に斬る!（1982年10月5日 - 1983年3月29日、関西テレビ / ヴァンフィル） - 桃太郎
- 大江戸捜査網 第628話「おんな風呂殺しの湯煙り」（1984年、テレビ東京 / ヴァンフィル） - お蝶
- 昨日、悲別で（1984年、日本テレビ） - 中込春子
- 一億人を敵にした男 復讐するは我にあり（1984年4月7日、TBS）
- 松本清張スペシャル・黒い福音（1984年11月26日、TBS） - 江原ヤス子
- いじわる看護婦7（1984年11月26日、フジテレビ）
- 暴れ九庵 第9話「哀れ! それでも夫婦」（1984年11月27日、関西テレビ / 東宝） - お妻
- ドラマ人間模様 大阪暮色（1984年、NHK） - 八重
- 月曜ワイド劇場「金属バット殺人事件」（1985年、テレビ朝日）
- サーティーン・ボーイ（1985年、TBS）
- 気分は名探偵（1985年） ‐ 鎌田直子
- 早春物語〜私、大人になります〜（1986年、TBS） - 大宅敬子
- 主夫物語（1986年、NHK）
- パパ合格ママは失格（1986年、日本テレビ）
- な・ま・い・き盛り（1986年、フジテレビ） - 樋口タカ子
- タッチ（1987年、フジテレビ）
- ドラマ女の四季「温泉仲居物語8・湯煙り草津」（1987年、テレビ東京）
- カッ飛び!ヤンヤン姫（1988年、テレビ東京） - 五月太夫
- 八代将軍吉宗（1995年NHK大河ドラマ） - 本寿院
- 弁護士芸者のお座敷事件簿3（1998年、TBS） - 染谷小夜子
- 笑ゥせぇるすまん（1999年、テレビ朝日） - バー「灯」のママ
- 美容エステ探偵1・2（2000年・2001年、フジテレビ） - 庄村那珂
- 警視庁鑑識班10（2000年、日本テレビ） - 小林睦子
- 下町・銭湯騒動記1（2002年、日本テレビ） - 小宮雪枝
- 箱根湯河原温泉交番1～4（2003年-2005年、日本テレビ） - 堤さち
- 監察医・室生亜季子37（2007年、日本テレビ） - 武藤マリコ
- 温泉医ぽっかや事件カルテ7（2009年、ABC） - 稲田さつき
- やすらぎの郷（2017年、テレビ朝日） ‐ 三井路子
- やすらぎの刻〜道（2019年 ‐ 2020年、テレビ朝日）- 三井路子

#### バラエティ番組
- 金曜10時!うわさのチャンネル!!（日本テレビ）　レギュラー
- クイズダービー
- 五月みどりのとんでもない夜（テレビ東京）
- 金曜スペシャル　五月みどりラブコール（1983年1月14日、テレビ東京）
- ドリフ大爆笑 （フジテレビ）　不定期
- 森田一義アワー 笑っていいとも!（1988年4月～9月） 金曜レギュラー
- 新伍のお待ちどおさま
- ぴりっとタケロー
- やる気マンマン日曜日 不定期
- マダムんむん 不定期
- 伊東家の食卓（日本テレビ）（2007年3月に終了）
- ズバリ言うわよ!（2008年3月4日OA分ゲスト）

過去五月がクラブ「五月」を経営していた時、すぐ側で細木数子がクラブのオーナーを務めていた縁で旧知の仲。しかし、トーク中自分に正直な五月に対し、機嫌を損ねた細木は素っ気ない鑑定のみ。番組の視聴率は19.1%（関東地区・ビデオリサーチ調べ）『ラジかるッ』によれば、3月4日のテレビ視聴率でも抜けた1位だった。
- 太田光の私が総理大臣になったら…秘書田中。（日本テレビ）　不定期

番組内での肩書きは「歌手」だったが、途中から「女優」に変更された。
この番組であだ名は「愛欲銀行熱海支店」と有吉弘行が命名した。
- さんま&くりぃむの芸能界(秘)個人情報グランプリ　（フジテレビ）

第6回から毎回出演

### ラジオ
- 大沢悠里のゆうゆうワイド（TBSラジオ） - 水曜日出演（1999年4月-2010年9月29日、前任は浅香光代）。

本人ナレーションのジングルでは、かつてのヒット曲『おひまなら来てね』をもじったフレーズが聞かれる。
- 突撃!歌謡大行進（文化放送）金曜→火曜パーソナリティー（1982年-1983年）

### 映画
- 怪傑黒頭巾 爆発篇（1959年、東映） - みどり
- 新吾十番勝負 第二部（1959年、東映） - 須栄
- 人形佐七捕物帖 ふり袖屋敷（1960年、東映） - 花の家水仙
- 花くらべ狸道中（1961年、大映） - 芸妓富士春
- 仲よし音頭 日本一だよ（1962年、大映） - みどり
- 江戸へ百七十里（1962年、大映） - 桔梗
- 喜劇 駅前温泉（1962年、東宝） - 芸者〆子
- 悪名高きろくでなし（1963年、日活） - 歌手
- その結婚異議あり（1963年、大映） - 成田八重
- 独立美人隊（1963年、松竹） - 歌手・みどり
- 銀座の次郎長（1963年、日活） - 和子
- 関東遊侠伝（1963年、日活） - 五月乙女
- 男の嵐（1963年、松竹） - 紅子
- 遊侠無頼（1963年、日活） - 芸者さつき
- 東海遊侠伝（1964年、日活） - さつき
- 日本侠客伝 浪花篇（1965年、東映） - 照駒
- われらの友情（1966年、松竹） - 田村みどり
- 五月みどりのかまきり夫人の告白（1975年、東映） - 五月みどり
- マダム・スキャンダル 10秒死なせて（1982年、にっかつ） - 宮本めぐみ
- 丑三つの村（1983年、松竹富士） - 赤木ミオコ
- 悪女かまきり（1983年、東映） - 藤村真沙子
- ファイナル・スキャンダル 奥様はお固いのがお好き（1983年、にっかつ） - 珠子
- 海燕ジョーの奇跡（1984年、松竹富士） - ミッチー姐
- オイディプスの刃（1986年、東宝） - 大迫雪代
- 時計 Adieu l'Hiver（1986年、日本ヘラルド） - 「モモ」のママ
- 愛しのハーフ・ムーン（1987年、にっかつ） - 杉野里子
- 男はつらいよ 寅次郎物語（1987年、松竹） - ふで
- 釣りバカ日誌3（1990年、松竹） - 佐原雪子

### CM
- ミツカン（菊池桃子と共演）
- 鈴木日本堂「トクホンハイクリア」
- 大日本除虫菊「虫コナーズ」（中尾ミエ・木野花と共演）

## NHK紅白歌合戦出場歴
| 年度/放送回               | 曲目             | 対戦相手               |
| ------------------------- | ---------------- | ---------------------- |
| 1962年（昭和37年）/第13回 | おひまなら来てね | 藤島桓夫               |
| 1963年（昭和38年）/第14回 | 一週間に十日来い | 春日八郎               |
| 1964年（昭和39年）/第15回 | 温泉芸者         | 和田弘とマヒナスターズ |

## 出版物
写真集
- 甘い誘惑 デラックス映画ファン（1983年、愛宕書房）
- 爛熟の五月みどり 週刊現代別冊（1983年、講談社）

著書
- 五月みどりの男ごよみ（1983年、講談社）
- やっちゃえマイボーイ 五月みどりくどきのテクニック（1983年、徳間書店）

ビデオ
- 熟女B（1989年、笠倉出版社）